# دوروتا کامینسکا
دوروتا کامینسکا (لهستانی: Dorota Kamińska؛ زادهٔ ۷ ژوئن ۱۹۵۵) بازیگر اهل لهستان است.
از فیلم‌ها یا مجموعه‌های تلویزیونی که وی در آن‌ها نقش داشته‌است، می‌توان به موج جرم و جنایت، واپسین حلقه، خانه کشیش، جادوگر (مجموعه تلویزیونی)، جادوگر (فیلم)، صفر-هفت، به‌گوشم، جهان به روایت خانواده کیپسکی، در خوشی و سختی، عشق اول، پدر متیو، طایفه، رنگ‌های خوشبختی، اصل لذت و استتار اشاره نمود.